# Bypass (album)
Bypass (reso graficamente come #BYPASS) è il quarto album in studio del gruppo musicale italiano Stokka & MadBuddy, pubblicato il 28 maggio 2012 dalla Unlimited Struggle.

## Tracce
1. #BYPASS (feat. Esa aka El Prez) – 1:34
2. Piano B – 3:28
3. Nella casa (feat. DJ Shocca aka Roc Beats) – 3:19
4. Linee (feat. Frank Siciliano) – 3:37
5. Centouno – 3:47
6. Gold – 3:31
7. Attraverso il vetro – 3:17
8. Future (feat. Dre Love) – 4:05
9. Con me – 5:20
10. Ho fame (feat. Ensi, Johnny Marsiglia & DJ Shocca aka Roc Beats) – 4:12
11. Quello che hai (feat. Ghemon, Pat Cosmo (Casino Royale)) – 5:03
12. La fuga (feat. Clementino) – 4:23
13. Canzoni a memoria (feat. Serena Ganci) – 3:48
14. Un'altra vita no – 4:19